# Флаг Павловска (Санкт-Петербург)
Флаг внутригородского муниципального образования город Па́вловск в Пушкинском районе города Санкт-Петербурга Российской Федерации — опознавательно-правовой знак, служащий официальным символом муниципального образования.
Авторский коллектив разработчиков флага внутригородского муниципального образования город Павловск: Башкиров Константин Сергеевич,  Карпунина Виктория Валерьевна, Штейнбах Светлана Юрьевна. Ими же была подготовлена историческая справка, посвященная истории городской геральдики Павловска, закрепленная в Положении о гербе внутригородского муниципального образования город Павловск.
Флаг утверждён 19 сентября 2007 года и внесён в Государственный геральдический регистр Российской Федерации с присвоением регистрационного номера 3504.

## Описание
«Флаг муниципального образования города Павловска представляет собой прямоугольное полотнище с отношением ширины флага к длине — 2:3, воспроизводящее композицию герба муниципального образования город Павловск в жёлтом, чёрном, белом и красном цветах».
Геральдическое описание герба гласит: «В золотом поле российский государственный орёл времён Павла I: чёрный, с золотыми клювами и лапами и червлёными (красными) языками, увенчанный тремя императорскими коронами, из которых средняя больше, с золотым скипетром и державой в лапах, с серебряным мальтийским крестом под короной Великого магистра Державного ордена святого Иоанна Иерусалимского (Суверенного военного Мальтийского ордена) на груди; крест наложен поверх висящей на шеях орла цепи ордена Св. Ап. Андрея Первозванного со знаком оного (того же) ордена висящим на цепи и видным ниже нижнего луча креста; поверх креста положен червлёный щиток, обременённый золотым вензелем Павла I и Марии Фёдоровны под императорской короной».

## Символика
«Павловское начато строить в 1777 году». Эта надпись начертана на чугунной доске обелиска, установленного в 1780 году в память основания Павловска. 12 декабря 1777 года, в честь рождения внука Александра, Екатерина II пожаловала 362 десятины земли по берегам реки Славянки своему сыну великому князю Павлу Петровичу и его жене для устройства загородной резиденции «Село Павловское». Ныне эта дата отмечается как День города Павловска. 12 (23) ноября 1796 года село Павловское было «переименовано городом».
Герб Павловска был утвержден 18 (30) января 1801 года: «В золотом щите Государственный орёл, имеющий на груди крест ордена Св. Иоанна Иерусалимского, увенчанный орденской короной. Крест окружён цепью ордена Св. Андрея Первозванного и имеет в середине червлёный щиток, с золотым вензеловым изображением имени Их Императорских Величеств: П (Павла I) и М (его жены Марии)».
После реформы российской геральдики 1857 года в герб Павловска были внесены некоторые изменения, хотя в «Записке о гербе города Павловска» 26 мая 1859 года Б. Кёне писал: «Сей герб, утверждён Императором Павлом I, а потому Управляющий Гербовым отделением (Б. Кёне) полагает оставить оный без изменения, нарисовав оный по правилам геральдики».
Было составлено описание герба города Павловска: «В золотом поле чёрный Имперский орёл, украшенный средним червлёным щитом, положенный на увенчанным короною Ордена Св. Иоанна Иерусалимского, крест того же ордена, окружённый цепью ордена Св. Андрея Первозванного и украшенный вензелями Императора Павла I и Императрицы Марии Фёдоровны под императорскою короною. В вольной части герб Санкт-Петербургской губернии. Щит увенчан червлёною башенною короною о трёх зубцах с Императорским орлом. За щитом — два накрест положенные Императорских знамени, соединённые Александровскою лентою, согласно Высочайше утверждённым украшениям».
Но 2 ноября 1882 года Собрание Гербового отделения департамента Герольдии признало этот герб недействительным и утвердило другой рисунок герба. На основании этого решения Б. Кёне составил новую «Записку о гербе города Павловска»: «Имея в виду, что по правилам геральдики не допускается помещать в городских гербах изображение герба Империи, полагаю составить герб из следующих фигур:
1) в щите поместить двухэтажный замок с круглыми башнями, как указание на Павловский дворец;
2) вверху щита — крест ордена Св. Иоанна Иерусалимского, в воспоминание того, что Император Павел I, Великий магистр означенного ордена, считается основателем города Павловска;
3) в вольной части помещается герб Санкт-Петербургской губернии, а украшения щита оставить вышеописанные».
Таким образом, утверждённый Гербовым отделением герб Павловска представлял собой: «В лазуревом щите золотой двухэтажный замок с открытыми воротами и двумя круглыми башнями по бокам, сопровождаемый вверху серебряным крестом ордена Святого Иоанна Иерусалимского; в вольной части герб Санкт-Петербургской губернии. Щит увенчан червленою башенною короною о трёх зубцах с Имперским орлом. За щитом — два накрест положенные императорские знамени, соединённые Александровскою лентою».
Однако на практике продолжали использовать герб Павловска утверждённый в 1801 году. В «Сборнике Высочайше утверждённых городских и местных гербов, расположенных в азбучном порядке, составленный по распоряжению Герольдмейстера Рейтерна Гербовым отделением Департамента Герольдии Правительствующего Сената в 1887 году» находится описание и чёрно-белое изображение герба Павловска утверждённого в 1801 году.